# وزارة الإعلام والشتات
وزارة الإعلام والشتات (بالعبرية: משרד ההסברה והתפוצות) هي وزارة في الحكومة الإسرائيلية، أنشأت في مارس 2009 في عهد حكومة بنيامين نتنياهو. يرأس الوزارة يولي أدلشتين. تهدف الوزارة إلى تحسين صورة دولة إسرائيل في الخارج. وقد أقامت حملة اسمها «كل مواطن سفير»، الحملة تتخذ عدة طرائق للوصول إلى هدفها، فقد أنشأت موقع ويب، وبثت إعلانات تفلزيونية ونشرت كتيبات في مخلتف أنحاء إسرائيل. انتقدت هذه الحملة من قبل الصحافة الأجنبية الإسرائيلية على السواء. في إطار مواجهة تقرير غولدستون، قال رئيس الوزارة يولي أدلشتين للأمين العام للأمم المتحدة أن تقرير غولدستون "يشكل قاعدة لمن يريدون التنكر للمحرقة، للاسامية وكراهية إسرائيل".

## انظر أيضًَا
- هاسباراه

## وصلات خارجية
- موقع حملة كل مواطن سفير